# 李寅 (弘治進士)
李寅（1469年—1576年），字教之，號暘谷，浙江處州府縉雲縣人，民籍，明朝政治人物。

## 生平
弘治五年（1492年）壬子科浙江鄉試第五十七名舉人。弘治十八年（1505年）聯捷乙丑科會試第一百八十七名，二甲第二十四名進士。嘉靖初累官兵部郎中，二年九月升四川布政司右参政，六年十一月升廣西右布政使，轉左布政，十一年正月考察以不謹闲住。清廉鲠直，历官多治绩。告归，行橐萧然。寿一百零八岁。临终书云：“身曾许国生无补，恨不除奸死不休。”其忠贞类此。著有《暘谷空音》。

## 家族
曾祖李襲，贈刑部右侍郎；祖父李棨，義官；父李曠，遇例冠帶。母陶氏。重庆下。